# Altstadt (Königsberg)
Pour les articles homonymes, voir Altstadt.

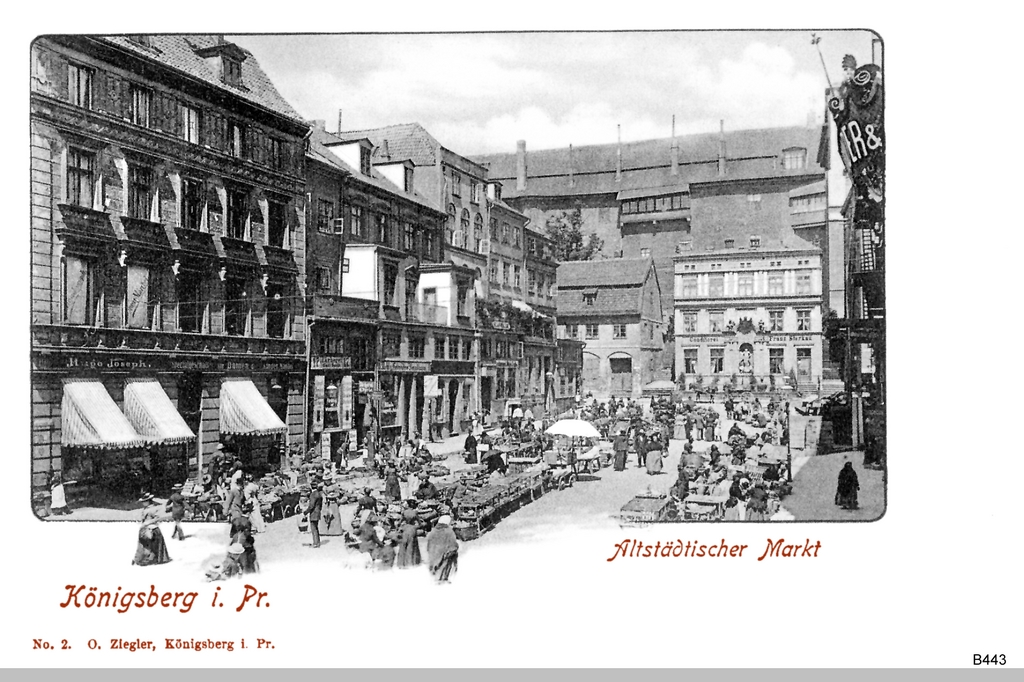
Marché d'Altstadt

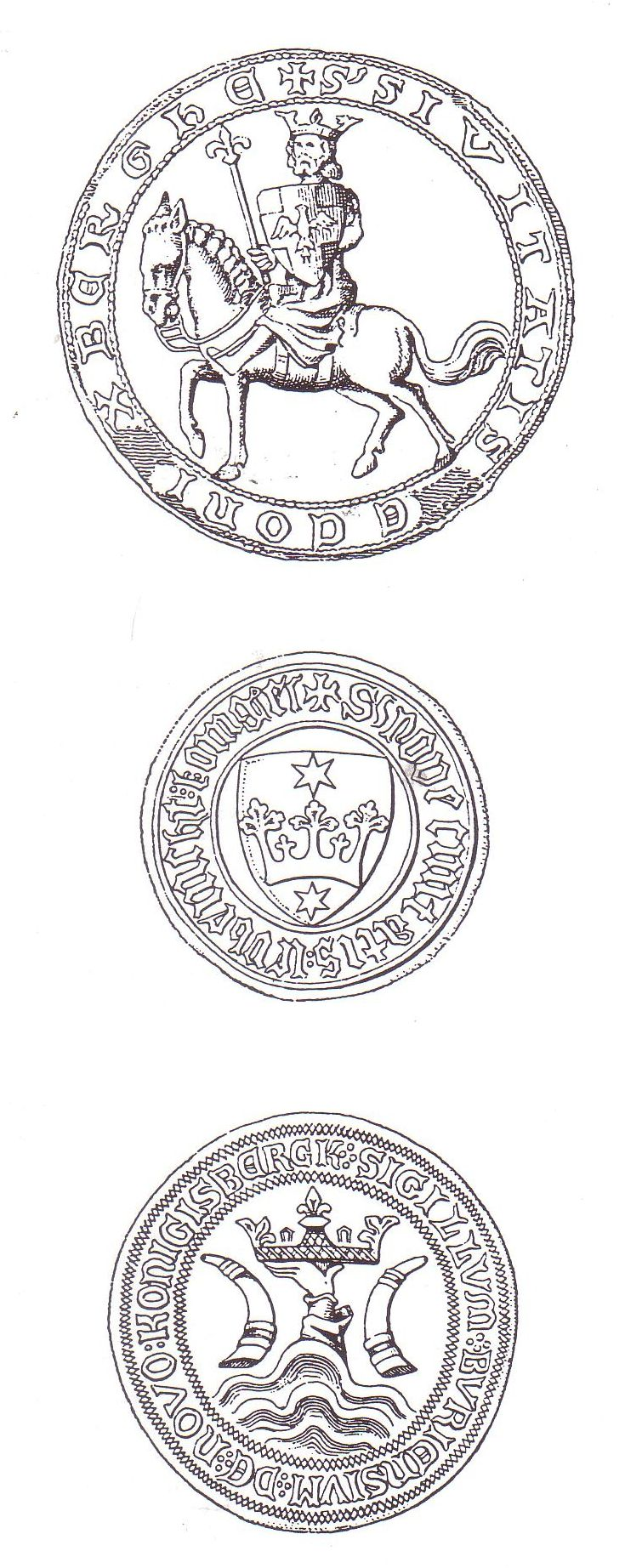
Les plus anciens sceaux de Königsberg (à partir du haut): Altstadt (1360), Löbenicht (1413) et Kneiphof (1383). Le sceau original d'Altstadt représentait le roi Ottokar II de Bohême

Altstadt était un quartier du centre de Königsberg, en Allemagne. Au Moyen Âge, c'était la plus puissante des trois villes qui composaient la ville de Königsberg, les autres étant Löbenicht et Kneiphof. Son territoire fait maintenant partie de Kaliningrad, en Russie.

## Histoire
La construction du château de Königsberg a commencé en 1255 lors de la conquête de la Sambie par les chevaliers teutoniques, une partie des croisades baltes. Une colonie initiale a été fondée au nord du château (plus tard connu sous le nom de Steindamm (de)) l'année suivante, mais celle-ci a été détruite par les Sambiens (en) lors du siège de Königsberg (en) en 1262. Une nouvelle colonie fortifiée s'est développée au sud du château entre elle et la rivière Pregel en 1264. Le Landmeister Konrad von Thierberg (de) lui a accordé les droits de Kulm le 12 ou le 26 février  1286. Bien que nommée à l'origine simplement Königsberg, la ville est devenue connue sous le nom d'Altstadt (en allemand pour « vieille-ville ») pour la différencier des Neustädte (nouvelles villes) voisines de Löbenicht (1300) et Kneiphof (1327). Chaque ville avait sa propre charte, ses droits de marché, son église et ses fortifications.
Alors que certains des premiers colons de 1256 sont restés pour participer à la fondation d'Altstadt, un plus grand nombre de bourgeois ont été amenés dans la région par le localisateur Gerko von Dobrin. La plupart des nouveaux arrivants venaient de Lübeck, de Basse-Saxe et de Westphalie, d'autres arrivant de Poméranie, du Mecklembourg, du bassin de l'Elbe, de la Silésie et de la Prusse-Occidentale. La majorité des bourgeois parlaient le bas allemand (plus tard le bas prussien), mais les langues d'administration étaient celles utilisées par les chevaliers teutoniques, le latin et moyen allemand.
Le plus ancien sceau d'Altstadt représentait le roi Ottokar II de Bohême, qui avait dirigé la conquête initiale de la Sambie et a été honoré pour sa participation en faisant nommer Königsberg en son honneur. Les armoiries d'Altstadt représentaient une couronne rouge dans un champ blanc au-dessus d'une croix blanche dans un champ rouge, la couronne honorant la couronne de Bohême et la croix représentant et honorant les chevaliers teutoniques. En plus d'être les couleurs de la Bohême, le rouge et le blanc représentaient également la liberté urbaine. On ne sait pas quand les armoiries ont été adoptées pour la première fois. Deux lions ont été ajoutés aux armes comme supports au XVIIe siècle.

### Altstadt médiévale
Altstadt, le centre du Königsberg médiéval, a été bordée par Kneiphof au sud, Lomse au sud-est, Löbenicht à l'est, le château de Königsberg au nord, Steindamm et Neurossgarten au nord-ouest, Laak à l'ouest et Lastadie au sud-ouest. Les banlieues sous la juridiction d'Altstadt (Freiheiten) comprenaient Hufen, Laak, Lastadie, Lomse, Neurossgarten et Steindamm. Les entrepôts d'Altstadt étaient situés à Lastadie et Lomse. Les villages et domaines périphériques contrôlés par Altstadt comprenaient Kosse, Puschdorf, Stablauken, Steinbeck, Kraußen, Ottenhagen, Ratshubenhof et Adlig Neuendorf.
Un mur a été construit autour d'Altstadt de 1359 à 1370. En raison de l'étroitesse des rues de la ville, après 1700, chaque bâtiment nouvellement construit devait être raccourci de deux pieds pour augmenter la largeur de la rue. Le pont Holzbrücke, construit par Altstadt en 1404, reliait la ville à Lomse. Altstadt était reliée à Kneiphof par le Krämerbrücke (construit en 1286), le Dombrücke (construit vers 1330, détruit en 1379) et le Schmiedebrücke (construit en 1379). Membre de la Ligue hanséatique en 1339, Altstadt a participé à la Confédération de Cologne contre le roi Valdemar IV de Danemark en 1367.

### Guerre de treize ans
Altstadt et Kneiphof ont envoyé des représentants à la Confédération prussienne en 1440, mais pas Löbenicht. En tant que membres de la Confédération, les villes de Königsberg se sont rebellées contre les chevaliers teutoniques le 4 février 1454 au début de la guerre de Treize Ans et se sont alliées avec le roi de Pologne Casimir IV Jagellon. La rébellion de Königsberg était soutenue par la classe marchande et dirigée par le bourgmestre d'Altstadt, Andreas Brunau, de Poméranie. Sur la base de l'exemple de Dantzig, Brunau espérait faire de Königsberg une ville autonome contrôlant toute la Sambie. Le 19 juin, Brunau a rendu hommage au chancelier polonais Jan Taszka Koniecpolski.
Cependant, Brunau et ses alliés mercantiles ont perdu le soutien d'Altstadt et de Löbenicht le 24 mars 1455 en raison de l'opposition spontanée des artisans et des travailleurs, les rebelles se retirant à Kneiphof. À l'approche des forces du Komtur Henri Reuss de Plauen, Brunau s'enfuit à Dantzig. Plauen a reçu l'hommage d'Altstadt le 17 avril, après quoi il a réaffirmé les droits de la ville. Assiégée par Altstadt et Haberberg (de), Kneiphof se rend à Plauen le 14 juillet. Des visages décoratifs se moquant de Kneiphof ont ensuite été ajoutés sur l'hôtel de ville d'Altstadt.

### Ère moderne
Altstadt est devenue une partie du royaume de Prusse en 1701. La même année, les trois villes résistent aux efforts de Burgfreiheit (de) pour former une quatrième ville proposée, Friedrichsstadt. Par le Rathäusliche Reglement du 13 juin 1724, le roi Frédéric-Guillaume Ier de Prusse a fusionné Altstadt, Löbenicht, Kneiphof et leurs banlieues respectives dans la ville unie de Königsberg. Le château de Königsberg et sa banlieue restèrent séparés jusqu'à la Städteordnung (de) d'Heinrich-Friedrich Karl vom Stein, le 19 novembre 1808, à l'époque des réformes prussiennes.
Altstadt a été dévastée par le bombardement de Königsberg en 1944 et la bataille de Königsberg en 1945. Les bâtiments qui ont survécu à la Seconde Guerre mondiale ont ensuite été démolis par l'Union soviétique.

## Vues
L' hôtel de ville d'Altstadt était situé sur la place du marché de la ville. L'église Altstadt datant du Moyen-Age était située au sud du château, tandis que la nouvelle église d'Altstadt du XIXe siècle a été construite plus au nord.